# Daïra de Beni Saf
La daïra de Beni Saf est une circonscription administrative algérienne située dans la wilaya d'Aïn Témouchent et la région d'Oranie. Son chef-lieu est situé sur la commune éponyme de Beni Saf.

## Communes
La daïra regroupe les trois communes de Beni Saf, El Emir Abdelkader et Sidi Safi.